# Adria International Raceway

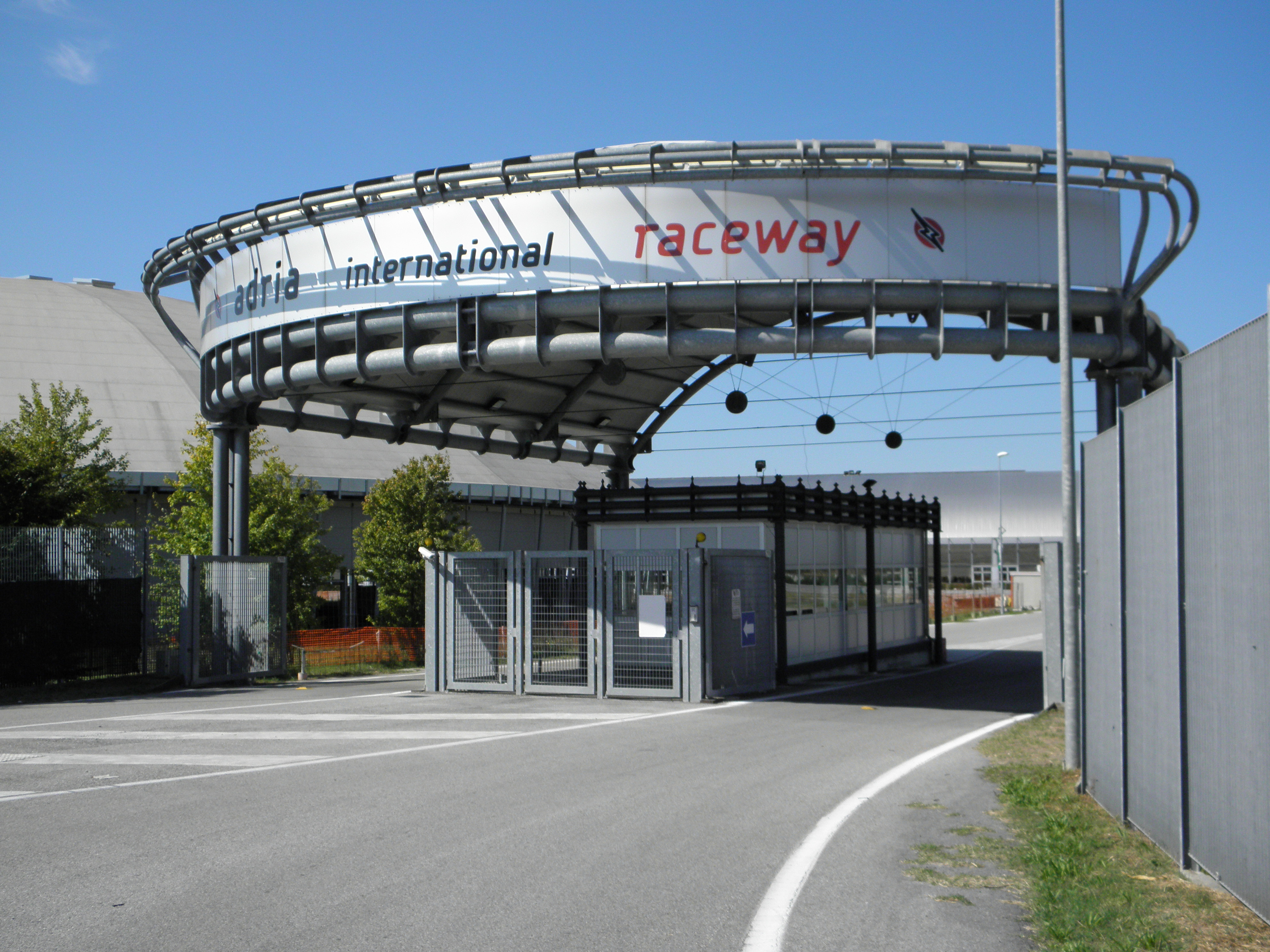
L'ingresso

L'autodromo Adria International Raceway è il cuore di un complesso multifunzionale nato nel 2002 alle porte del Parco del Delta del Po, in provincia di Rovigo.

## L'impianto
Ubicato nei pressi dell'abitato di Cavanella Po, vicino ad Adria, la Federazione Internazionale dell'Automobile (FIA) ha accordato al circuito l'omologazione per i test di Formula Uno. L'autodromo polesano, inoltre, ha ospitato dal 2006 il FIA GT, il massimo campionato granturismo a livello mondiale e, nel recente passato, è stato scenario di gare del DTM e della Formula 3 Euroseries. Ad Adria fanno tappa anche tutti i principali campionati nazionali (Formula 3000, Formula Tre, Gt, Prototipi, Superstars Series, Turismo, C1 Cup). L'autodromo, inoltre, si è reso promotore di challenge a basso costo per favorire l'allargamento della base dei praticanti lo sport automobilistico.
L'impianto vanta di essere l'unico autodromo al mondo dotato di paddock coperto.
Il 17 gennaio 2022 è stato messo sotto sequestro dalla Guardia di Finanza a seguito della procedura di fallimento della società che lo ha gestito per un periodo di tempo, la F&M S.r.l. di Roma.

## Il tracciato

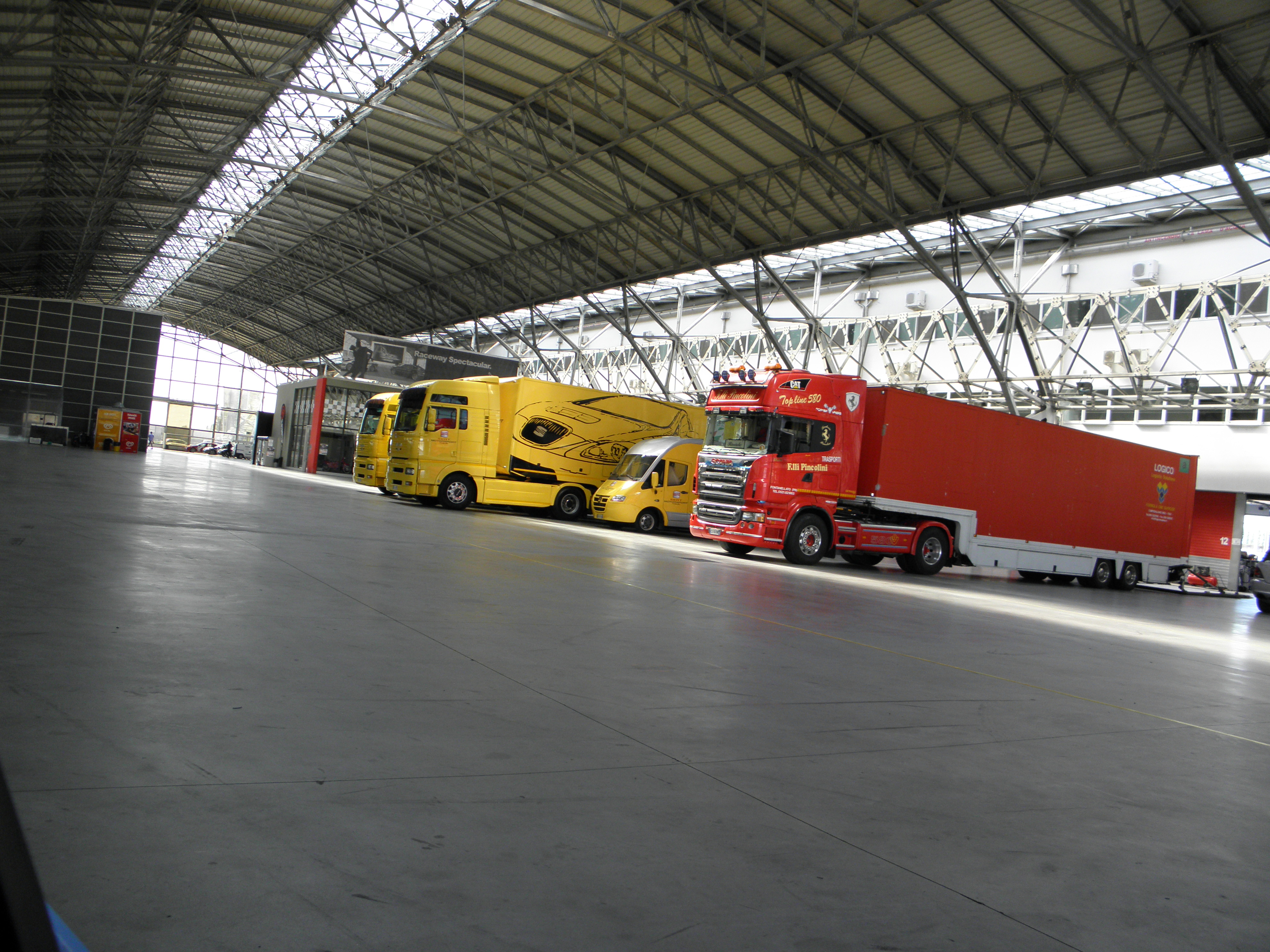
Il caratteristico paddock coperto dell'impianto

L'impianto inizialmente si sviluppava su una superficie alquanto ridotta; il contorto tracciato è comunque sempre stato caratterizzato da brevi rettilinei raccordati da tornanti e curve lente, per una lunghezza totale che inizialmente non arrivava a tre chilometri. Esso può essere scomposto in due unità più corte completamente indipendenti, una delle quali dotata di un impianto di irrigazione artificiale pensato per sessioni di prova sul bagnato, sia per mezzi da competizione che per veicoli di serie. Un sistema simile è presente anche nel grande piazzale esterno, prestandosi a corsi di guida sicura e iniziative didattiche volte a promuovere la sicurezza stradale.
Nel 2012 è stata modificata la prima curva ad uso dei motociclisti, anticipandola inoltre di poche decine di metri e creando a loro beneficio una nuova variante del tracciato ancora più corta.
Nel 2020 è il tracciato è stato modificato allungandolo fino a 3 749 m, ossia 1047 m più della configurazione precedente, e installando l'illuminazione notturna; la pista modificata ha ospitato la tappa italiana dell'edizione 2021 della Coppa del mondo turismo FIA.
Dal 17 gennaio 2022 la pista e tutto il suo stabilimento è stato chiuso dal Tribunale di Rovigo per il fallimento della F&M, azienda proprietaria.

## Kartodromo
Dal 2014 è anche disponibile l'Adria International Karting, pista di 1 302 m, omologata CIK FIA.